# لری خابلوف
لری خابلوف (به آسی: Лери Габрелы) (به روسی: Ле́ри Хабе́лов) (به گرجی: ლერი ხაბელოვი) (زادهٔ ۵ ژوئیه ۱۹۶۴ در تفلیس) کشتی‌گیر پیشین، مدیر ورزشی و فعال سیاسی گرجستانی است. او از سال ۲۰۱۲ رئیس کمیته ملی المپیک گرجستان است و  مدت دو دوره از سال ۲۰۱۲ تا ۲۰۲۰ نماینده پارلمان گرجستان بوده است. خابلوف پیش از آن از سال ۱۹۹۸ تا سال ۲۰۰۴ معاون وزیر ورزش گرجستان بوده است. او به عنوان عضوی از احزاب رؤیای گرجستان و گرجستان دموکراتیک فعالیت می‌کند.
خابلوف در دستهٔ سنگین‌وزن کشتی آزاد ملی‌پوش شوروی سابق و روسیه در بازی‌های المپیک ۱۹۸۸ سئول و ۱۹۹۲ بارسلون بود که به ترتیب به مدال‌های نقره و طلا دست یافت. او همچنین قهرمان پنج‌گانهٔ مسابقات قهرمانی کشتی جهان در سال‌های ۱۹۸۵، ۱۹۸۷، ۱۹۹۰، ۱۹۹۱ و ۱۹۹۳، و نیز قهرمان چهار دورهٔ قهرمانی کشتی اروپا است.

## فعالیت ورزشی
خابلوف از اوستیایی‌تباران است. وی در سال ۱۹۸۲ قهرمان جوانان جهان شد و نخستین بار در سال ۱۹۸۵ به قهرمانی دستهٔ سنگین‌وزن شوروی رسیده و به عضویت در تیم ملی شوروی درآمد. او در همان سال قهرمان مسابقات قهرمانی جهان ۱۹۸۵ بوداپست و نیز مسابقات قهرمانی اروپا شد. او سال بعد در قهرمانی شوروی به رقیب اصلی خود ماخاربک خاداراتسف که از هم‌تبارانش بود، باخت و از قهرمانی جهان ۱۹۸۶ بازماند. خابلوف در قهرمانی جهان ۱۹۸۷ برای دومین بار قهرمان جهان شد اما در فینال المپیک ۱۹۸۸ سئول به واسیلی پوشکاشو که سال قبل او را در فینال قهرمانی جهان شست داده بود، باخت و به مدال نقره المپیک رسید. خابلوف در سال‌های ۱۹۹۰، ۱۹۹۱، ۱۹۹۲ و ۱۹۹۳ چهار سال پیاپی قهرمان بلامنازع سنگین‌وزن کشتی آزاد جهان بود، به طوری‌که در این سال‌ها عنوان قهرمانی مسابقات قهرمانی جهان ۱۹۹۰، ۱۹۹۱، ۱۹۹۳ و مدال طلای المپیک ۱۹۹۲ بارسلون و نیز مدال طلای سه دورهٔ قهرمانی اروپا را کسب کرد.
او پس از فروپاشی اتحاد شوروی برای کشور روسیه در مسابقات بین‌المللی شرکت کرد و در دستهٔ فوق سنگین‌وزن (۱۳۰ کیلوگرم) در قهرمانی جهان ۱۹۹۵ به مدال برنز رسید. او در دستهٔ ۱۰۰ کیلوگرم المپیک ۱۹۹۶ آتلانتا سومین دورهٔ بازی‌های المپیک را هم تجربه کرد که پس از شکست با نتیجهٔ ۴–۰ برابر عباس جدیدی از ایران، از دنیای قهرمانی کناره‌گیری کرد.

## فعالیت سیاسی
خابلوف از از ۱۹۹۸ تا ۲۰۰۴ نایب رئیس سازمان ورزش گرجستان و از سال ۲۰۰۰ تا ۲۰۰۷ نایب رئیس کمیته ملی المپیک این کشور بود. وی در انتخابات سال ۲۰۱۲ پارلمان گرجستان از طرف حزب رویای گرجی به نمایندگی مجلس این کشور انتخاب شد.